# Euryneura elegans
Euryneura elegans är en tvåvingeart som beskrevs av Samuel Wendell Williston  1888. Euryneura elegans ingår i släktet Euryneura och familjen vapenflugor. Inga underarter finns listade i Catalogue of Life.